# Chris Miller
Christopher "Chris" Miller (født 1968) er en amerikansk stemmeskuespiller, animator, filminstruktør, manusforfatter og storyboardartist. Han er mest kendt for sin instruktion af Shrek den Tredje og Den Bestøvlede Kat, samt for at have lagt stemme i filmserien Madagaskar.